# 太原龐氏
太原龐氏（テウォンバンし、태원방씨）は、朝鮮の氏族の一つ。本貫は中華人民共和国山西省太原市である。2000年の調査では、52人である。一方、2015年の調査では、5人未満となる。
始祖は、中国明で指揮都総将を務め、李氏朝鮮に帰化した龐渤である。